# Adam Walsh Child Protection and Safety Act of 2006
Der Adam Walsh Child Protection and Safety Act of 2006 (H.R.4472) ist ein Gesetz zur Verschärfung der Kontrolle von Sexualstraftätern in den USA. Das Gesetz wurde am 20. Juli 2006 vom US-Senat verabschiedet und am 27. Juli 2006 US-Präsident George W. Bush in Kraft gesetzt. Adam Walsh, der Namensgeber des Gesetzes, war 1981 im Alter von sechs Jahren entführt und ermordet worden.
Das Gesetz sieht eine Registrierung der DNA-Proben von Sexualstraftätern vor. Mit den gesammelten DNA-Daten soll laut US-Justizminister Alberto Gonzales eine nationale Datenbank von Sexualstraftätern (National Sex Offender Registry) aufgebaut werden. Informationen über Sexualstraftäter, die sich bisher durch häufige Umzüge in andere Bundesstaaten dem Zugriff der Behörden entziehen konnten, können nun durch die Behörden aller Bundesstaaten abgerufen werden. Um den Bürgern eine Möglichkeit zu geben, sich über in der Nähe wohnende Sexualstraftäter zu informieren, sollen die Informationen auch über das Internet abrufbar sein.
Mit H.R.4472 wurden härtere Minimalstrafen für Verbrechen gegen Kinder und höhere Strafen für Kinderhandel und Kinderprostitution eingeführt. Bundesstaaten können nun Mittel für die Unterbringung von kurz vor ihrer Entlassung stehende Wiederholungs-Sexualstraftätern in geschlossenen Anstalten erhalten.
Um die Kontakte von Pädophilen zu Kindern über das Internet zu erschweren, wurden regionale Sondereinheiten (Internet Crimes Against Children Task Force – ICAC) geschaffen, die Behörden auf lokaler Ebene finanziell und beratend bei der Bekämpfung der sexuellen Ausbeutung Minderjähriger über das Internet unterstützen sollen.
Ebenfalls Teile des Gesetzes sind die Einführung einer neuen Datenbank für Fälle von Kindesmissbrauch (Child Abuse Registry) und die zwingende Überprüfung von Pflegeeltern in Adoptivfällen.